# 앙리 4세
앙리 4세(프랑스어: Henri IV de France 또는 헨리케 3세 나파로아코아(바스크어: Henrike III.a Nafarroakoa) 1553년 12월 13일 ~ 1610년 5월 14일)는 프랑스와 나바르 왕국의 왕으로, 카페 왕조 분가인 부르봉 왕가 최초 왕이다. 위그노 수장으로서 당시 프랑스 내 많은 종교 전쟁을 지휘했고, 1589년 프랑스 왕위에 오른 뒤에는 믿음의 자유를 부여하는 낭트 칙령을 1598년에 반포하여 내전을 종식시킨 뒤 프랑스 발전을 이끌었다.
대왕(le Grand, Handia) 혹은 선량왕(le bon roi, Errege Ona)이라는 별칭을 얻기도 했지만 평생 50명이 넘는 정부를 거느려 팔팔한 오입쟁이(le Vert galant)라는 별명 또한 얻기도 하였다.

## 생애

### 탄생
프랑스 서남부 피레네자틀랑티크 지방의 포성(Château de Pau)에서 태어났다. 아버지는 나바라 명예왕 안토니오, 어머니는 나바라 여왕 호아나 3세이다. 로마 가톨릭교회에서 세례 받았으나, 어머니 호아나의 영향으로 개신교로 개종했다. 10대의 나이에 이미 개신교 세력들과 결집하여 그들의 수뇌가 된 뒤 프랑스의 내전을 이끌었다. 1572년 6월 어머니 호아나가 결핵으로 별세하자 나바라 왕국의 왕 헨리케 3세로 즉위하였다.

### 결혼
1572년 8월 18일 프랑스 국왕 샤를 9세의 누이동생인 마르그리트 드 발루아와 결혼하였다. 개신교 신자인 신랑과 로마 가톨릭교회 신자인 신부의 결혼은 왕국 내 종교적 평화를 달성하기 위한 왕실 차원에서의 노력으로 받아들여졌지만, 8월 24일 성 바르톨로메오 축일 학살 사건이 터지면서 오히려 내전은 심해졌다. 실제로 불분명한 원인과 잔혹한 성격 때문에 이 사건은 프랑스 역사상 항상 논란의 대상이 되었으나 현재 사학자들은 개신교 세력의 우두머리 가스파르 드 콜리니 제독과 로마 가톨릭교회 세력의 중심인 왕의 모후 카트린 드 메디시스, 기즈 공작 앙리 드 기즈(Henri, duc de Guise) 사이의 분쟁이 불씨가 되었다는 설이 설득력을 얻고 있다.
한때 콜리니는 카트린 드 메디시스와 우호적인 관계를 가지고 있었다. 그러나 급진적인 정치관과 독실한 개신교 신앙, 안팎으로 어려운 프랑스의 상황에도 불구하고 당시 유럽에서 가장 강한 세력을 가진 에스파냐와의 전쟁을 촉구할 정도로 강경한 성품과 모후인 카트린 드 메디시스의 정치적 영향력을 약화시키기 위한 은밀한 노력 등으로 카트린 드 메디시스와 관계가 틀어졌다. 또 가톨릭 세력의 수장인 기즈 가문을 혐오하여, 한때 친구였던 전(前) 기즈 공작 프랑수아의 죽음을 사주했다는 의혹 탓에 프랑수아의 아들인 현 공작 앙리의 원한을 사고 있었다.
결국 콜리니는 학살이 시작됨과 동시에 기즈 공작의 수하들에 의해 살해당했으나 한번 폭발한 가톨릭교도들의 감정은 가라앉지 않았고, 왕실은 이를 전혀 통제하지 못했다. 개신교 신자들 역시 살아남기 위해 대항하면서 파리에서만 수천 명이 죽었고, 간신히 죽음을 면한 앙리 드 나바라 또한 반 강제적으로 개신교에서 로마 가톨릭교회로 전향한 뒤 파리에 감금되었다. 그러나 1576년 탈출과 동시에 앙리 드 나바라는 잔존하고 있던 위그노 개신교도들과 합류하여 군대를 일으켰고, 다시 프랑스 내에서는 내전이 시작되었다.

### 즉위
앙리 드 나바라는 어머니 쪽 가문으로부터 나바라의 왕위를 물려받았으나, 카페 왕조의 분가 중 앙굴렘 백작 프랑수아 당굴렘(François, comte d'Angoulême)이 프랑수아 1세로 즉위한 이후 계속 왕위를 계승하고 있던 발루아-앙굴렘 가문을 제외하고 그때까지 현존하는 첫 번째 분가인 부르봉 가문의 수장이었던 아버지 앙투안 드 부르봉으로부터 프랑스 왕위 계승자의 권리 또한 획득하였다. 앙리 2세가 네 아들을 남기고 사망하면서 앙리 드 나바라와 프랑스의 왕위는 매우 거리가 멀어 보였으나 이후의 발루아의 왕들은 계속 후계자를 낳지 못했고, 결국 앙리 3세 때 발루아 가문의 첫 번째이자 유일한 왕위 계승자인 알랑송 공작 프랑수아(François, Duc d'Alençon)가 1584년 결핵으로 사망하면서 아버지의 사망 이후 부르봉 가문의 수장이 된 앙리 드 나바라가 프랑스의 제 1 왕위 계승자가 되었다.
성 바르톨로메오 학살 이후 샤를 9세가 사망하고, 그의 동생으로서 국왕이 된 앙리 3세는 아주 독실한 로마 가톨릭 신자로서 개신교 신자인 앙리 드 나바라를 몹시 못마땅해했으나 살리카 법에 의거해 그를 후계자로 인정하지 않을 도리가 없었다. 그러나 개신교 신자가 차기 국왕이 된다는 사실에 격노한 기즈 공작 앙리는 앙리 드 나바라가 개신교 군대를 거느린 것과 마찬가지로 로마 가톨릭 군대를 일으켜 그와 대치하였고, 가톨릭교도들로부터 왕권이 몹시 약해 상황을 통제할 수 없었던 앙리 3세보다 더한 신망과 지지를 받았다. 그러나 그 과정에서 기즈 가문이 노골적으로 왕권을 무시하는 등의 과격한 행동을 보이면서 위기감을 느낀 앙리 3세는 결국 기즈 공작을 암살하였고, 긴장이 극대화되는 가운데 앙리 3세 역시 1589년 광신적인 로마 가톨릭교회의 수도사에 의해 살해당하면서 앙리 드 나바라가 프랑스의 국왕 앙리 4세로 즉위하였다.

### 내전 종식
로마 가톨릭교회 연맹은 위그노 개신교도인 앙리 4세를 프랑스 왕으로 인정하지 않았고, 에스파냐의 강력한 지원을 받아 프랑스 남부에서 맹위를 떨쳤다. 프랑스의 수도이자 로마 가톨릭교도들의 도시 중 하나인 파리시 역시 앙리의 입성을 거부하였다. 그러나 앙리 4세는 유럽 개신교도들의 재정적, 정신적 지주였던 잉글랜드 여왕 엘리자베스 1세의 힘을 빌어 점차 세력을 확장해 나갔다. 로마 가톨릭교회 연맹은 앙리 4세의 삼촌으로 부르봉 추기경인 샤를(Charles, the Cardinal de Bourbon)을 샤를 10세(Charles X)로서 내세웠으나 막상 추기경 자신은 앙리 4세의 포로인 신세여서 이는 큰 영향을 미치지 못했다.
그나마 늙은 추기경이 1590년 사망하자, 로마 가톨릭교회 연맹은 궁여지책으로 죽은 앙리 3세의 큰 누이인 엘리자베트 드 발루아의 딸이자 펠리페 2세의 딸이기도 한 에스파냐의 공주 이사벨 클라라 에우헤니아를 여왕으로 내세웠다. 그러나 살리카 법을 무시했을 뿐 아니라 적국 에스파냐의 왕족을 새 왕으로 삼는다는 이러한 처사는 로마 가톨릭교회 신자들 사이에서조차 제대로 인정받지 못했다. 결국 로마 가톨릭교회 당파는 점점 약해지는 명분과 넓어지는 앙리 4세의 세력에 밀리기 시작하였다.
그러나 그럼에도 여전히 수도 파리가 꿋꿋하게 버티며 위그노인 앙리의 입성을 거부했다. 가톨릭교도였던 정부 가브리엘 데스트레의 충고에 따라 앙리는 1593년 “파리는 (개종해서라도) 미사를 거행할만한 가치가 있다”는 선언과 함께 앞으로 영원히 개신교를 버릴 것을 다짐하고, 다시 한 번 가톨릭으로 개종하였다. 이 사건은 유럽 내 개신교 신자들과 그때까지 그의 강력한 재정적 지원자 중 한 명이었던 엘리자베스 1세를 경악시키기에 충분한 것이었으나 이미 오랜 전쟁에 지쳐 있었던 파리 시민들을 비롯한 로마 가톨릭교회 연맹은 앙리 4세의 개종을 인정하고 그를 왕으로 받아들였다. 앙리 4세는 1594년 2월 27일 샤르트르의 노트르담 대성당에서 정식으로 대관식을 치렀다.
1595년 9월 17일에 교황 클레멘스 8세가 스페인의 불만을 무릅쓰고 교황 식스토 5세때 앙리 4세에게 내려졌던 파문을 철회하였다. 교황은 앙리 4세의 진정성을 의심하였으나 결국 용서하여 그를 프랑스의 합법적인 왕으로 인정하였다. 이로써 프랑스에서 30년 간 계속된 종교전쟁(위그노 전쟁)은 본격적으로 종결의 수순을 밟게 되었다. 앙리 4세는 1598년에 개신교 차별 금지법인 낭트 칙령을 반포함으로써 위그노들의 불만을 잠재우고 마침내 내전(위그노 전쟁)을 종식시켰다.

### 경제성장
나바라 국왕 시절부터 그를 보필한 쉴리 공작 막시밀리앙 드 베튄을 재정장관으로 기용해 오랜 전쟁으로 파산 상태였던 프랑스의 재정을 크게 개선시켰을 뿐 아니라 전반적으로 프랑스 사회를 발전시켰다. 지나치게 과중했던 농민들의 세 부담을 줄이는 대신 귀족들의 세 부담을 늘리고, 위그노들이 대부분이었던 프랑스의 상공업자들이 다시 생활 터전으로 돌아가면서 직물 산업, 유리 공업 등이 다시 발전했다. 재무, 농업, 토지 관리에 있어서의 쉴리 공작의 능력은 타의 추종을 불허했고, 도로망, 삼림, 운하 건설과 캐나다 퀘벡주 개발 등이 그의 손에서 이루어졌다. 그리하여 앙리 4세의 유명한 말 “하느님께서 허락하신다면, 나는 왕국의 모든 국민들로 하여금 일요일이면 닭고기를 먹게 하겠다”는 현실이 되었다. 현대 프랑스에서 닭은 프랑스의 상징이기도 하다.

### 재혼
앙리 4세는 처음 마르그리트 드 발루아와 결혼했으나 이 결혼은 지극히 불행했을 뿐 아니라 자식도 없었다. 게다가 서로를 몹시 싫어했던 탓에 앙리 4세가 왕관을 쓸 때까지 마르그리트 드 발루아는 오베르뉴에 위치한 자기 성에서 거주하며 앙리 4세와 실질적인 별거 상태에 있었다. 사실상 내전을 완전히 종식시키고 나라를 안정시키기 위해 많은 프랑스인들은 왕에게 꼭 후계자가 있어야 한다고 생각했고, 마르그리트 드 발루아에게 자녀를 기대할 수 없으리라 판단한 앙리 4세는 정부이자 이미 자신과의 사이에서 세 아이를 낳은 가브리엘 데스트레를 새 왕비로 삼고 싶어했다. 그러나 1599년 가브리엘 데스트레가 급사하고 말았다. 앙리 4세는 마르그리트 드 발루아와 1599년에 이혼하고 1600년 이탈리아 토스카나 대공가의 딸인 마리 드 메디시스와 재혼하였다. 마리 드 메디시스와의 결혼 생활은 마르그리트 드 발루아와의 결혼 생활처럼 불행했지만 마리 드 메디시스는 결혼 1년 만에 훗날 루이 13세가 되는 아들을 비롯해 여러 자식들을 낳아 후계자의 생산이라는 의무를 완수했다.

## 사망

### 암살
1610년 5월 14일, 앙리 4세는 가톨릭 광신도 프랑수아 라바이약(François Ravaillac)이 휘두른 칼에 두 차례나 찔려 죽고 말았다. 앙리 4세가 타고가던 마차가 파리 시가지에서 교통혼잡으로 멈춘 사이 벌어진 일이었다. 그는 독일의 율리히 공작령 계승 문제를 두고 루돌프 2세와 개신교 제후들이 갈등을 보이자, 개신교 신도를 도우면서 합스부르크 세력을 약화시키기 위한 대규모 원정계획을 의논하기 위해 쉴리 공작을 만나러 가던 중에 봉변을 당했다.
앙리 4세는 백성으로부터 앙리 대왕(Henri le Grand)이라며 칭송받았을 뿐 아니라 밝고 유쾌한 성격이어서 친구도 많았다. 그럼에도 그는 정치적·종교적 문제로 항상 암살 위협에 시달렸다. 특히 낭트칙령으로 위그노에게 종교적 자유를 허용한 게 결정적으로 가톨릭 교회 원한을 사게되었다. 이후 그는 무려 17차례나 암살 위기를 겪어야 했다. 그때마다 예수회 관련성이 끊임 없이 거론되었다. 특히 1594년 예수회 콜레주 학생 장 샤스텔의 암살 기도 후 예수회는 프랑스에서 추방되었다.

### 사후
범인은 모진 고문을 당했으나 단독범행임을 고수했고, 거열형을 당해 비참하게 죽었고, 시신을 다시 화형에 처했다. 앙리 4세는 프랑스 생드니 대성당 바실리카에 안장했다. 그가 죽고 장남 루이 13세가 어린 나이로 즉위하자 국정은 강력한 가톨릭 옹호자였던 모후 마리 드 메디시스 손을 거쳐 가톨릭교회 추기경 리슐리외 손으로 넘어갔다. 그리고 루이 14세대에 이르러 가톨릭교회 숙원대로 퐁텐블로 칙령으로 낭트 칙령을 철회하고, 개신교인을 가혹하게 박해한다.

## 자녀
적자
- 왕비 마르그리트 드 발루아 - 자녀 없음
- 왕비 마리 드 메디시스 - 3남 3녀

| 사진 | 이름                         | 생일             | 사망                   | 기타                                                      |
| ---- | ---------------------------- | ---------------- | ---------------------- | --------------------------------------------------------- |
|      | 루이 13세                    | 1601년 9월 27일  | 1643년 5월 14일(41세)  | 후임 프랑스 국왕. 슬하 2남.                               |
|      | 엘리자베트 드 부르봉         | 1602년 11월 22일 | 1644년 10월 6일(41세)  | 스페인 펠리페 4세와 결혼. 슬하 2남 6녀                    |
|      | 크리스틴 마리 드 프랑스 왕녀 | 1606년 2월 10일  | 1661년 12월 27일(55세) | 사보이아 공국 비토리오 아메데오 1세와 결혼. 슬하 3남 4녀. |
|      | 니콜라 앙리                  | 1607년 4월 16일  | 1611년 11월 17일(4세)  | 오를레앙 공작. 요절.                                      |
|      | 가스통 도를레앙 공작         | 1608년 4월 24일  | 1660년 2월 2일(51세)   | 오를레앙 공작. 슬하 1남 5녀.                              |
|      | 앙리에타 마리 드 프랑스      | 1609년 11월 25일 | 1669년 9월 10일(59세)  | 영국 찰스 1세의 왕비. 슬하 4남 5녀.                       |

서자
- 가브리엘 데스트레, 보포르와 베르뇌유의 공작 부인, 몽소의 후작 부인(Gabrielle d'Estrées, duchesse de Beaufort et Verneuil, marquise de Monceaux)
  - 세자르 드 부르봉, 방돔 공작(César de Bourbon, duc de Vendôme)
  - 카트린 앙리에트 드 부르봉, 엘뵈프 공작 부인(Catherine-Henriette de Bourbon, Duchesse d'Elbeuf)
  - 알렉상드르, 방돔 기사, 몰타의 대수도원장(Alexandre, Chevalier de Vendôme, abbot de Malta)
- 카트린 앙리에트 드 발자크 당트라그, 베르뇌유 후작 부인(Catherine Henriette de Balzac d'Entragues, Marquise de Verneuil)
  - 가스통 앙리, 베르뇌유 공작(Gaston Henri, Duc de Verneuil)
  - 가브리엘 앙젤리크, 발레트와 에페르농의 공작 부인(Gabrielle Angelique, Duchesse de La Valette et d'Epernon)
- 자클린 드 뵈이유, 모레 백작 부인(Jacqueline de Bueil, Comtesse de Moret)
  - 앙투안, 모레 백작, 에티엔느의 대수도원장(Antoine, Comte de Moret, Abbot de St. Etienne)
- 샤를로트 데잘트, 로모랑탱 백작 부인(Charlotte des Essarts, Comtesse de Romorantin)
  - 잔 밥티스트, 퐁트브로의 대수녀원장(Jeanne Baptiste, Abbesse de Fontevrault)
  - 마리 앙리에트, 셸의 대수녀원장(Marie Henriette, Abbesse de Chelles)